# ياسمينة لعروسي
ياسمينة لعروسي (مواليد 15 فبراير 1994) هي لاعبة كرة قدم مغربية-سويسرية، تلعب في خط الوسط لنادي الدرجة الثالثة الإيطالي فينيسيا كالتشيو والمنتخب المغربي للسيدات.

## حياتها
ياسمينة ولدت في مدينة شين بوجيري في سويسرا، من أصول مغربية، درست علم النفس الرياضي وعملت في العلاج النفسي، وحاصلة على ماجستير في علم النفس.

## مهنة النادي
بدأت لعب كرة القدم في سن الحادية عشر من عمرها، وانضمت لأول مرة إلى فريق بيرنكس حتى بلغت 20 عاماً، قبل أن تنضم إلى نادي سيرفيتالنسائي (شينوا جنيف سابقاً).

## مهنة دولية
كان أول ظهور لها مع المغرب في مباراة ودية ضد مالي في 14 يونيو 2021.

## الإحصائيات

### النادي
| مسابقة                          | عدد المباريات | الظهور | الأهداف | البطاقات | البطاقات |
| مسابقة                          | عدد المباريات | الظهور | الأهداف | أنذر     | Red card |
| ------------------------------- | ------------- | ------ | ------- | -------- | -------- |
| سويسرا الدوري الممتاز           | 36            | 26     | 1       | 3        | 0        |
| سويسرا الدوري الوطني (B)        | 30            | 26     | 3       | 3        | 1        |
| سويسرا الدوري الممتاز (2021-22) | 4             | 4      | 0       | 0        | 0        |
| سويسرا الدوري الأقاليمي         | 25            | 24     | 6       | 1        | 0        |
| سويسرا دوري الدرجة الثالثة      | 2             | 0      | 0       | 0        | 0        |
| سويسرا كأس سويسرا               | 10            | 9      | 4       | 1        | 0        |
| إيطاليا قسم (C)                 | 19            | 14     | 2       | 1        | 0        |
| إيطاليا كأس ايطاليا القسم (c)   | 4             | 4      | 0       | 0        | 0        |
| المجموع                         | 130           | 107    | 16      | 8        | 1        |

### المنتخب
| مفتاح النتيجة : = فوز = تعادل = خسارة |

| # | التاريخ       | الملعب                        | الخصم | الوقت | مُنافَسة | الأهداف | التمريرات |
| - | ------------- | ----------------------------- | ----- | ----- | ------ | ------- | --------- |
| 1 | 14 يونيو 2021 | المغرب ملعب مولاي حسن، الرباط | مالي  | 72    | ودية   | 0       | 0         |

## روابط خارجية
- "ياسمينة لعروسي". الأرشيف الرياضي العالمي. مؤرشف من الأصل في 2023-04-04.
- ياسمينة لعروسي على إنستغرام